# Skigebiet Masik-Ryong
Das zum Jahreswechsel 2013/14 eröffnete Skigebiet Masik-Ryong ist das erste und bisher einzige erschlossene Skigebiet in Nordkorea. Es erstreckt sich vom 1360 m hohen Gipfel des Berges Taehwa bis hinab zum Masik-Pass in 768 m Höhe. Die moderne Skistation ist ein ehrgeiziges Prestigeprojekt des Staatschefs Kim Jong-un; es steht im Kontrast zu den von Not geprägten Verhältnissen im Land. Das Projekt wurde wiederholt zur politischen Propaganda genutzt. Fotos mit Kim Jong-un auf der Baustelle oder mit Fellmütze im Sessellift gingen durch die Weltpresse.

## Lage und Infrastruktur
Das Skigebiet wurde nach internationalen Standards und entsprechend den Vorgaben des Weltverbands FIS errichtet. Es umfasst eine Fläche von 243 Hektar. Die Skistation liegt nur 20 km westlich von der Großstadt Wonsan (Provinz Kangwŏn-do) entfernt. Bis zur Hauptstadt Pjöngjang sind es ca. 180 km in Gegenrichtung. Im Jahresdurchschnitt beträgt die Temperatur in Masik-Ryong +10,4 °C mit −3,6 °C im Januar und +22,5 °C im Juli. Schnee kann von Ende November bis Anfang April fallen, wenn kalte Winde aus Sibirien über dem Japanischen Meer Feuchtigkeit aufnehmen und auf die Berge der koreanischen Halbinsel treffen. Schneekanonen sowie ein künstliches Wasserreservoir sind ebenfalls vorhanden.

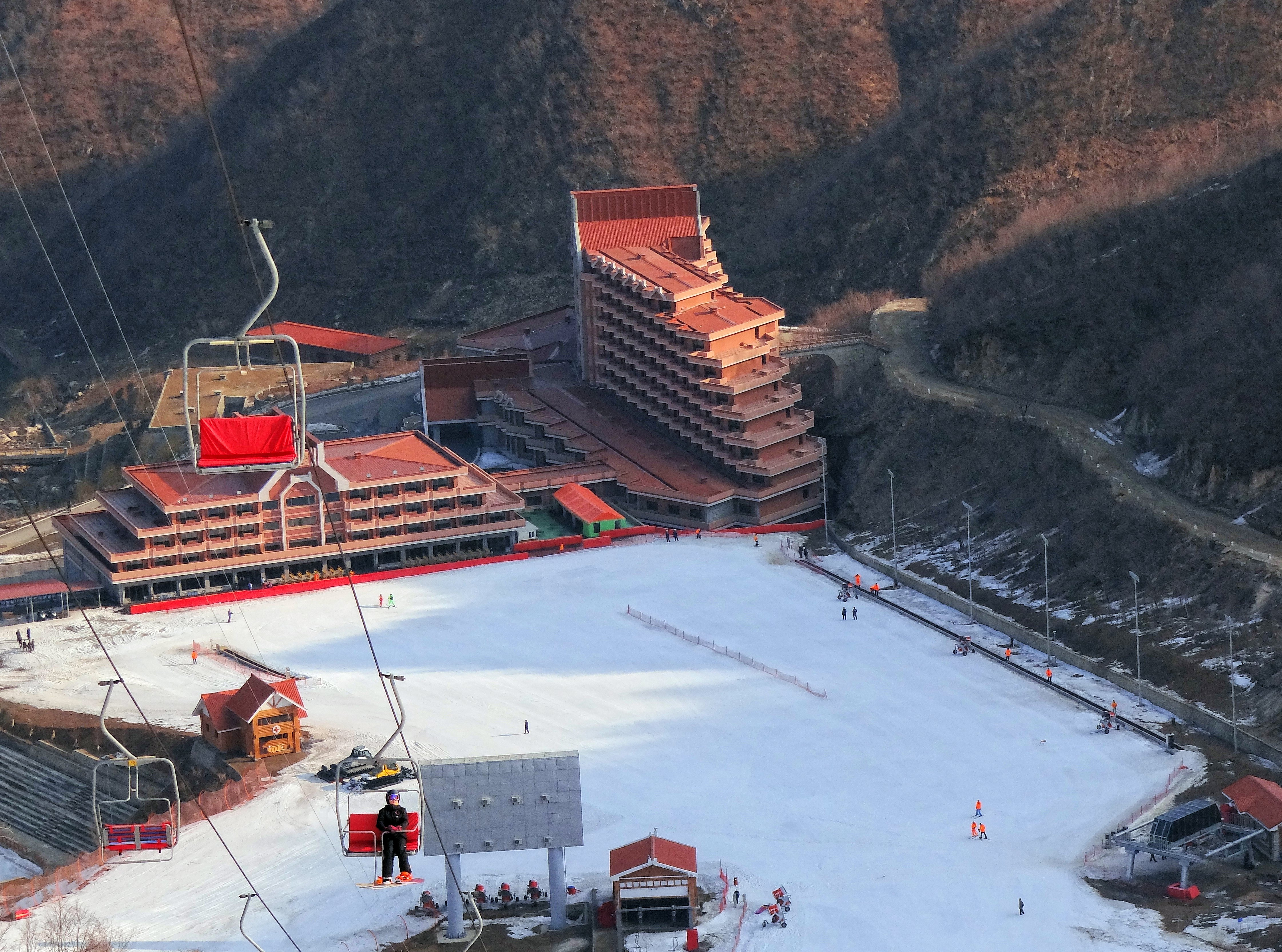
Masik-Ryong-Hotel

Zum Skigebiet gehören neun Abfahrten mit unterschiedlichen Schwierigkeitsgraden, eine Skisprungschanze und eine Rodelbahn. Zur Beförderung der Skifahrer gibt es eine Gondelbahn, zwei Doppelsessellifte, einen Schlepplift und ein Boden-Förderband. Zusammen mit den Skipisten wurde die für einen Wintersportort notwendige Infrastruktur gebaut. Für Kinder gibt es einen sogenannten Snow Park und einen Kindergarten. Eine Eislaufbahn wurde ebenfalls errichtet. Im Mittelpunkt der Skistation steht das großzügig gestaltete Masik-Ryong-Hotel. Speziell für ausländische Gäste bietet es 120 Betten sowie Restaurants, Internet auf den Zimmern und einen großzügigen Wellnessbereich.
Über die Pjöngjang-Wŏnsan-Schnellstraße lässt sich das Skigebiet am besten erreichen, Pjöngjang befindet sich etwa 190 Kilometer entfernt, Wŏnsan ca. 50 Kilometer.

## Investition
Die Baumaßnahmen in dem zuvor unerschlossenen Gebiet begannen im Juli 2012. Bereits zum Jahreswechsel 2013/14 wurde die Skistation eröffnet. Das Militär unterstützte die Arbeiten durch massiven Einsatz von Personal und Geräten. Kim Jong-un bezeichnete das Projekt als „ein gigantisches patriotisches Werk“. Ein Propagandaplakat an der Baustelle verkündete: „Voller Angriff. Marschiert vorwärts. Lasst uns das Skiresort am Masik-Pass innerhalb eines Jahres beenden, indem wir eine aggressive Schlacht führen“. Westliche Medien erklären den Bau des Skigebiets unter anderem damit, dass Kim Jong-un in den 1990er Jahren in der Schweiz zur Schule gegangen ist und dass er seitdem eine große Begeisterung für den Skisport habe. Die Investitionskosten für die Skistation (ohne Landerwerb, Rodung und Geländegestaltung) wurden mit 35 Mio. USD veranschlagt. Einige Ausrüstungsgegenstände wie Schneemobile, Pistenraupen, Schneekanonen und Skilifte älteren Datums stammen von Herstellern aus westlichen Ländern wie Österreich, die trotz scharfer internationaler Handelssanktionen über Umwege einen Weg in das Land fanden. Der Schweizer Bundesrat untersagte dagegen 2013 dem Unternehmen Bartholet in letzter Sekunde die Lieferung einer modernen Bahn an einen chinesischen Partner durch Klassifikation der Bahn als Luxusgut. Die Regierung der Demokratischen Volksrepublik Korea legt nach eigenen Aussagen großen Wert auf die Umweltfreundlichkeit des Projekts. So soll demnächst die Energieversorgung über Windräder und Solarenergie erfolgen.

## Wirtschaftliche Erwartungen
Die Regierung erwartet, dass das Skigebiet in den Nachbarländern auf Interesse stoßen wird. Man zielt dabei vor allem auf Chinesen im bevölkerungsreichen Gebiet entlang der Ostküste und auf Japaner. Diese Erwartung wird u. a. damit begründet, dass es für die genannten Chinesen in ähnlicher Reiseentfernung keine Skiregion gibt, die in Bezug auf Länge der Abfahrten, Höhenunterschied und technischer Ausstattung über vergleichbare Voraussetzungen verfügt. Der Skipass kostete zu Anfang 40 USD pro Tag. Den Planungsunterlagen kann man entnehmen, dass über einen Betriebszeitraum von 10 Monaten durchschnittlich 5000 ausländische Besucher pro Tag erwartet werden. Eine Begründung für die Annahme einer derart langen Skisaison sowie für die Einschätzung der Besucherzahl kann man der Planung nicht entnehmen. Unter diesen Voraussetzungen ergibt sich in der Planungsrechnung eine sehr attraktive Rentabilität der Investition. Die Skiausrüstung kann man für 16 USD pro Tag mieten. Einheimische haben bei der Tageskarte und der Miete abweichende Preise.
Jährlich sollen etwa 70.000 Gäste das Skigebiet besuchen.

## Sportliche und politische Erwartungen
Nach dem Willen der Regierung sollen in Masik-Ryong internationale Wettbewerbe stattfinden. Weil 2018 Pyeongchang in Südkorea Austragungsort der Olympischen Winterspiele war, kann für die Investitionsentscheidung auch politische Konkurrenz eine Rolle gespielt haben. Nach offiziellen Unterlagen der Regierung dient das Skigebiet der Förderung des Devisen bringenden Tourismus, einem weltweiten Prestigegewinn und der Erholung der eigenen Landsleute, wobei besonders die geistig arbeitende Bevölkerung und die Jugend als wichtige Zielgruppe genannt werden. Schließlich hofft die Regierung, dass Nordkorea zukünftig auch über Sportler verfügen wird, die bei Olympischen Winterspielen Erfolge erzielen können. Bei den Olympischen Winterspielen 2014 in Sotschi war Nordkorea zuletzt nicht vertreten, weil sich kein Nordkoreaner qualifizieren konnte.

## Galerie

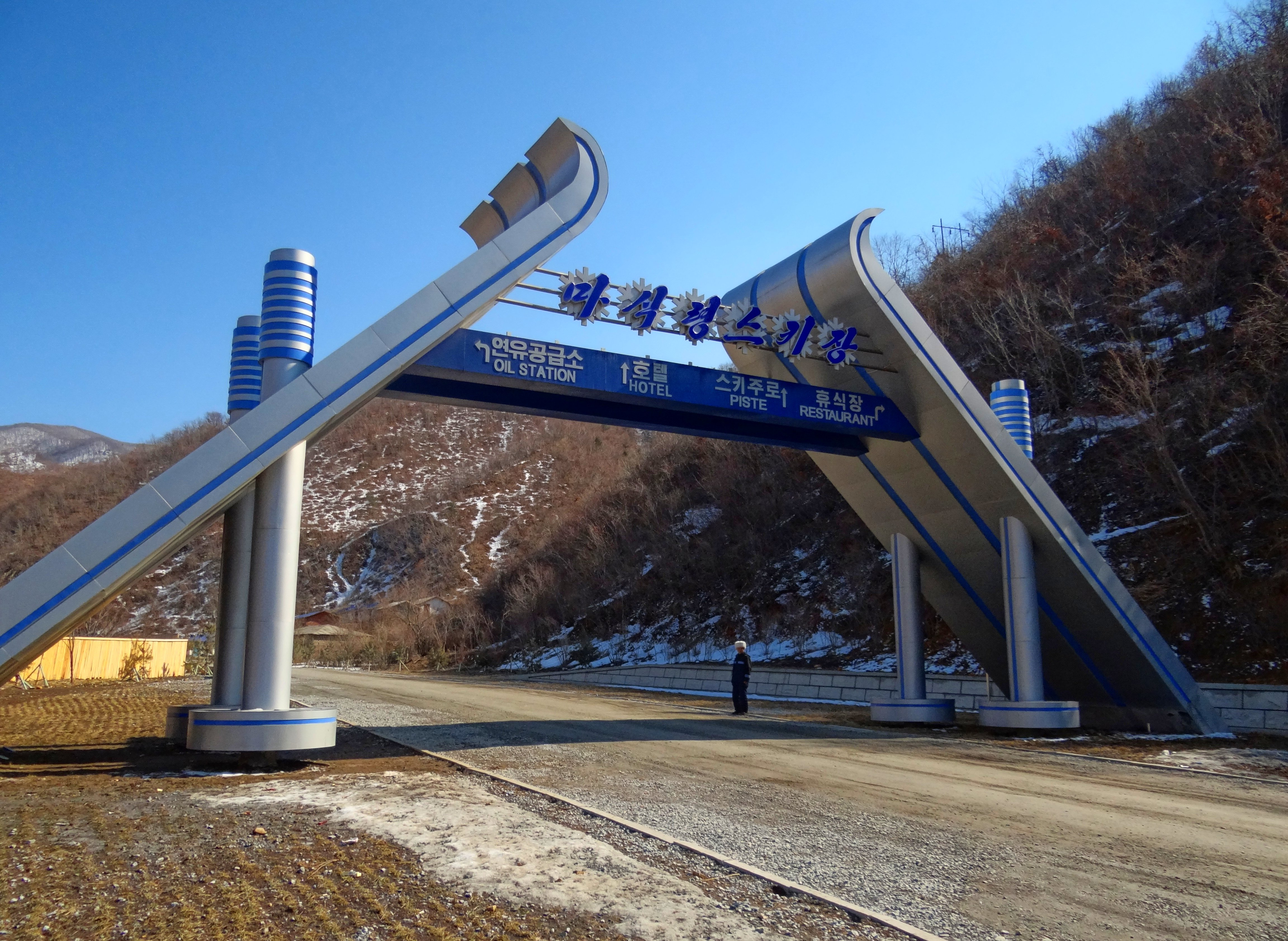
Haupteingangstor zur Skistation
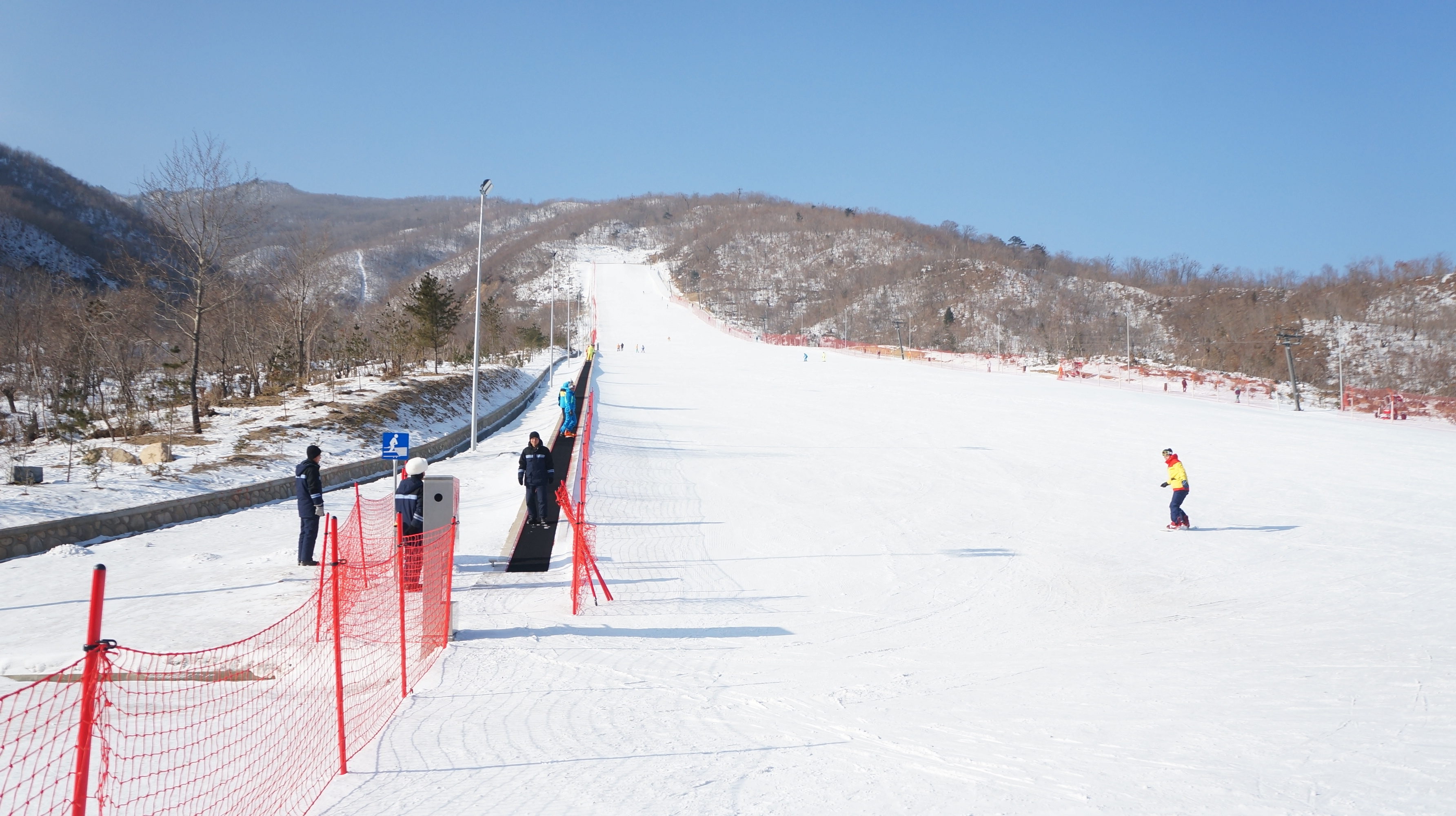
Blick auf den Anfängerhang
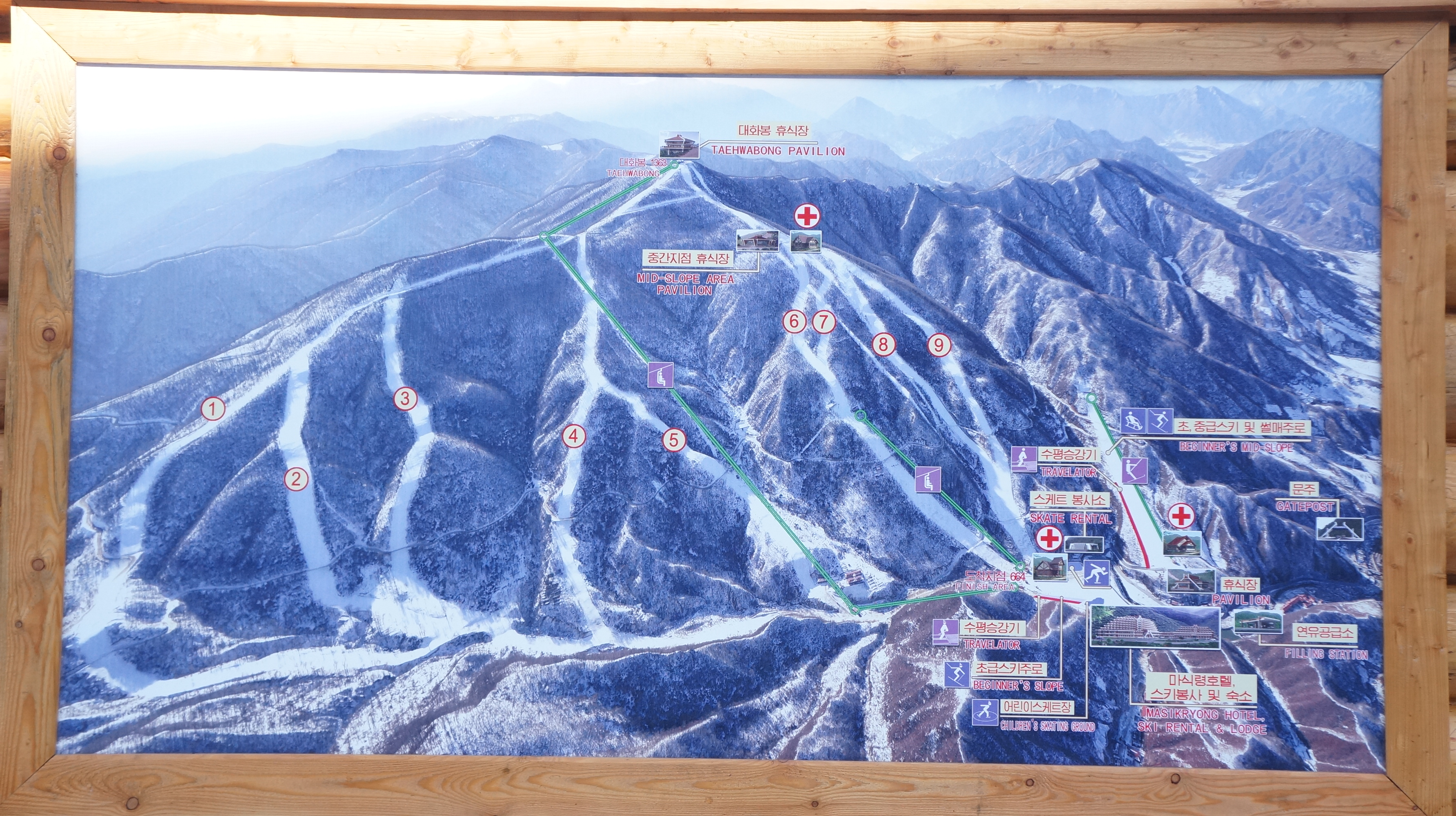
Pistenplan
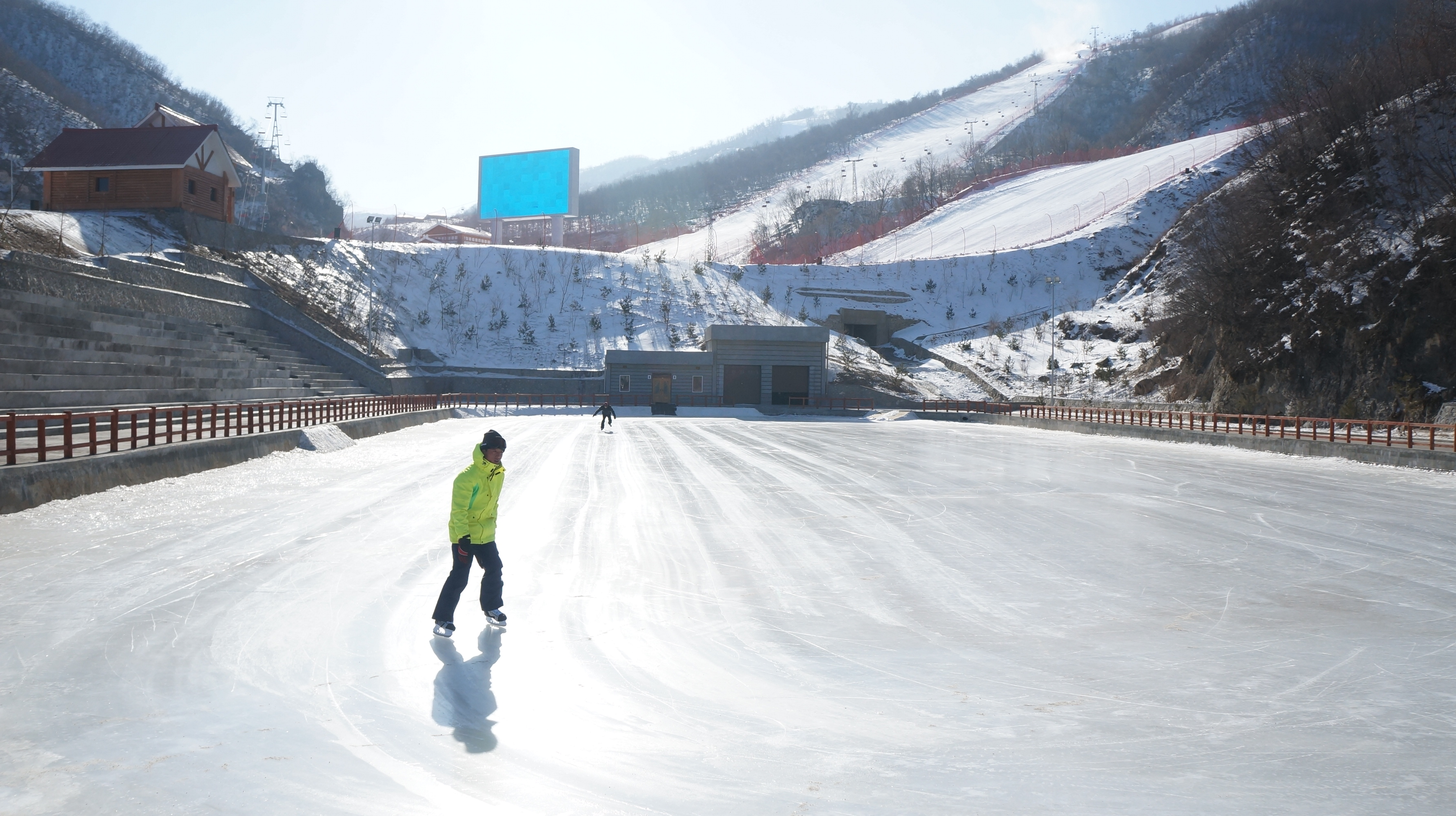
Eislaufbahn